# LEGO City
LEGO City è una serie LEGO che comprende diversi set incentrati su edifici tipici di una città, compresi i servizi di emergenza, aeroporti e siti di costruzione.

## Temi
Molti di questi sottotemi divergerebbero notevolmente dalla vita urbana della città rappresentata in set generali, inclusi temi come i resort per il tempo libero, l'agricoltura rurale e il lancio di razzi nei porti spaziali.
Nel settembre 2021, Matthew Ashton, vicepresidente del design di The Lego Group, ha annunciato che i temi City insieme a Friends, Creator, Classic, Technic, Speed Champions, Monkie Kid, Ninjago, Collectible Minifigures e DOTS sarebbero continuati almeno fino al 2023.
Dal 1991 al 2002, i sottotemi includevano Artico, Barche, Centro città, Classico, Guardia costiera, Costruzione, Autisti, Squadra estrema, Fuoco, Volo, Calcio, Comando di lancio, Tempo libero, Manutenzione, Medicina, Entroterra, Paradiso, Polizia, Corsa, Corse, Res-Q, Shell, Spazioporto, Telekom e Veicoli.
Dal 2005 ad oggi, i sottotemi hanno incluso Aeroporto, Artico, Cargo, Guardia costiera, Costruzioni, Esploratori delle profondità marine, Fattoria, Fuoco, Generale, Porto, Giungla, Medicina, Estrazione mineraria,[11] Polizia, Stagionale, Spazio, Città, Treni, Traffico, Esploratori di vulcani, e Wildlife Rescue.

## Serie TV
Nel 2019, Nickelodeon ha presentato in anteprima una nuova serie nel giugno dello stesso anno, basata sul tema Lego City. La serie, intitolata Lego City Adventures, presenta i personaggi con nome appena introdotti dal marchio mentre svolgono il loro lavoro quotidiano nella metropoli immaginaria.
Nel 2023, Lego ha pubblicato una nuova serie di cortometraggi basati sulla recente tematica "No Limits" per la città, uscendo una volta alla settimana a partire da agosto.